# تایسون آر رابرتس
تایسون آر رابرتس (انگلیسی: Tyson R. Roberts؛ زادهٔ ۱ ژانویهٔ ۰۲۰۹) جانورشناس اهل ایالات متحده آمریکا است.
وی همچنین برندهٔ جوایزی همچون کمک‌هزینه گوگنهایم شده‌است.